# Воля-Домбровецька
Воля-Домбровецька (пол. Wola Dąbrowiecka) — село в Польщі, у гміні Вольштин Вольштинського повіту Великопольського воєводства.